# 豊前市
豊前市（ぶぜんし）は、福岡県の東部にある市。

## 地理

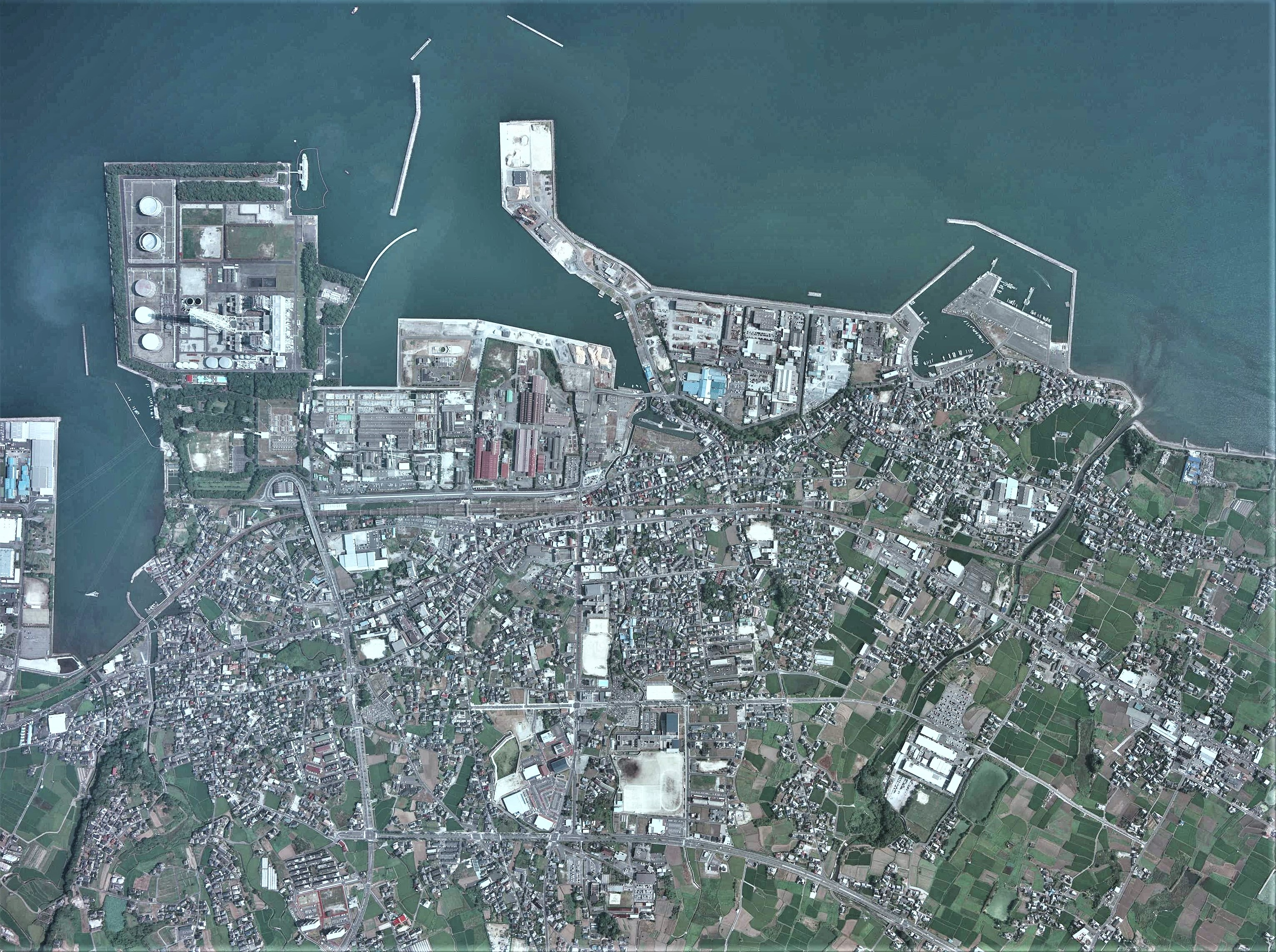
豊前市中心部周辺の空中写真。
2013年8月9日撮影。。

福岡県の東部、京築地域の南部に位置し、行橋市と大分県中津市のほぼ中間に位置する。県内4地域のうち北九州地域に属し、都市計画の圏域では北九州都市圏に属する。
市域北端は周防灘（瀬戸内海）に面しているため漁業が盛んであるほか、工場なども多く立地している。天気の良い日には海岸から対岸の山口県が見えることがある。市街地や住宅地は市域北部、日豊本線より南側に広がっている。
市域南部には求菩提山や犬ヶ岳などの山々が属する筑紫山地が連なっており、求菩提山などの山地が多く自然が豊かでこの周辺では湧き水が湧いている所も多い。特に市域南西部の畑地区にある「畑冷泉（はたのれいせん）」は、福岡県内でも有名な名水の一つで市外からも多くの人が訪れる。この他にも市内には名水が多い。
市域北部では中津市と直接接しておらず間に吉富町・上毛町を挟むが、市域南部の山地では中津市と接している。

### 気候
- 豊前市の気候は瀬戸内式気候で一年を通して温暖で、降水量も九州地方でも少ない。冬場は、日本海側気候の影響も受けるため雲が多い天気になることが多く、一冬に数回程度も積雪することがある。

### 生活
豊前市は北九州都市圏の一部に組み込まれているが、北九州市中心部とは40kmと離れている。一方、中津市中心部まではわずか7kmと非常に近いことから中津市の経済圏・生活圏（中津都市圏）にも属する。このような通勤・通学圏、医療圏、商圏等の状況から、豊前市は中津市が中心市宣言を行った九州周防灘地域定住自立圏の協定に加わっている（定住自立圏参照）。2005年の国勢調査では、豊前市の通勤通学者が中津市に通勤・通学する割合は10%を越えている。なお、北九州都市圏へ向かう割合は5%程度である。
- 市外局番は(0979) で中津局と同一で、方言も中津市近郊（中津弁）や大分県内で使われる方言との共通性もある事から、市民生活や文化面での関係は深い。そのため、中津市への通勤通学人口が北九州市よりも多くなっており、公私問わず中津市の高校を受験する中学生も多い。なお、大分県の県立高校は学区制を設けていない。

### 地名
- 大村(旧八屋町)
- 八屋(旧八屋町)
- 赤熊(旧宇島町→八屋町)
- 宇島(旧宇島町→八屋町)
- 青畑(旧横武村)
- 大西(旧横武村)
- 河原田(旧横武村)
- 才尾(旧横武村)
- 永久(旧横武村)
- 挟間(旧横武村)
- 薬師寺(旧横武村)
- 山内(旧横武村)
- 岩屋(旧岩屋村)
- 大河内(旧岩屋村)
- 求菩提(旧岩屋村)
- 篠瀬(旧岩屋村)
- 鳥井畑(旧岩屋村)
- 上川底(旧合河村)
- 下川底(旧合河村)
- 下河内(旧合河村)
- 天和(旧合河村)
- 中川底(旧合河村)
- 鬼木(旧黒土村)
- 皆毛(旧黒土村)
- 梶屋(旧黒土村)
- 岸井(旧黒土村)
- 久路土(旧黒土村)
- 小石原(旧黒土村)
- 高田(旧黒土村)
- 広瀬(旧黒土村)
- 堀立(旧黒土村)
- 市丸(旧三毛門村)
- 沓川(旧三毛門村)
- 小犬丸(旧三毛門村)
- 三楽(旧三毛門村)
- 清水町(旧三毛門村)
- 恒富(旧三毛門村)
- 久松(旧三毛門村)
- 三毛門(旧三毛門村)
- 森久(旧三毛門村)
- 六郎(旧三毛門村)
- 川内(旧山田村)
- 四郎丸(旧山田村)
- 鳥越(旧山田村)
- 荒堀(旧千束村)
- 今市(旧千束村)
- 千束(旧千束村)
- 塔田(旧千束村)
- 野田(旧千束村)
- 吉木(旧千束村)
- 松江(旧角田村)
- 中村(旧角田村)
- 畑(旧角田村)
- 畠中(旧角田村)
- 馬場(旧角田村)
- 青豊(2009年、吉木・赤熊より分立)

### 隣接している市町村
- 築上郡
  - 築上町
  - 吉富町
  - 上毛町
- 大分県
  - 中津市

## 歴史
- 市域周辺は、古代には三毛郡（みけのこおり）と呼ばれ、旧下毛郡と一体であった。その後、上毛郡と下毛郡に分割され、1896年に築城郡と合併して築上郡となった。豊前市の大半は旧上毛郡に含まれ、旧下毛郡地域である中津市との関係は密接である。

### 近現代
- 1889年（明治22年）4月1日 - 町村制施行により、現在の市域にあたる以下の町村が発足。
  - 上毛郡八屋町・宇島町・横武村・山田村・千束村・三毛門村・黒土村・合河村・岩屋村
  - 築城郡角田村
- 1896年（明治29年）4月1日 - 郡制施行により、築城・上毛両郡が合併し、築上郡となる。
- 1935年（昭和10年）4月1日 - 宇島町・八屋町が対等合併し、新町制による八屋町となる。
- 1955年（昭和30年）4月10日 - 八屋町、角田村、山田村、三毛門村、黒土村、千束村、横武村、合河村、岩屋村が合併し、宇島市が誕生。※
- 1955年（昭和30年）4月14日 - 宇島市を豊前市と改称。※

※当初、合併市名を宇島市と決めていたがこれに旧八屋町の住民が激しく反発した。旧八屋町部分の分町を主張し、この影響で千束・横武両村が合併離脱を表明するという事態にまで発展した。その後、事態を収束させるため、一旦宇島市として発足した後に旧八屋町から出されていた“宇島”・“八屋”・“築上”のいずれでもない市名に改称することで合意がなされ、合併翌日の4月11日に豊前市と改称することを決定した。宇島市の名称は合併の僅か4日後に消滅した。

### 平成の大合併
築上郡椎田町、築城町と合併し「豊築市（ほうちくし）」となるべく合併協議を重ねていたが、2005年（平成17年）2月27日に椎田町で行われた住民投票で合併反対が多数との結果が出たため、椎田町が離脱を表明し合併協議会は解散した。
2005年末に隣接する吉富町に再度合併協議の申し入れを行い、両市町は勉強会単位での協議を行っていた。2007年2月26日、福岡県知事から、合併特例法に基づき吉富町との法定合併協議会設置を全国で初めて勧告され、4月1日に法定合併協議会が設置された。これにより、吉富町との合併協議が一層進むことが予想されていたが、町単独を望む意見のある吉富町においては「設置勧告は町民の意見を無視している」との批判が強く、2007年4月22日の吉富町長選で、豊前市との合併に慎重な今冨寿一郎が町長に当選した。同日の吉富町議会議員選挙でも豊前市との合併に慎重な候補が躍進する結果となり、2007年8月11日、吉富町は豊前市との合併協議を打ち切ることを決定した。これによって合併協議は事実上の白紙となり、豊前市は平成の大合併では合併を一切行うことなく単独市制を維持した。

#### 近隣市町の情勢
旧椎田町、旧築城町の2町は合併し2006年1月10日に「築上町」が発足した。
福岡県と豊前市は隣接する吉富町、旧新吉富村、旧大平村に対して、豊前市との合併協議を行うよう再三にわたって申し入れていたが、豊前市よりも中津市に近いこの3町村は、中津市との越境合併を目指し申し入れを断り続けていた。新吉富村と大平村は2村での合併が決定し、2005年10月11日に上毛町が発足した。

### 歴代市長
| 代    | 氏名     | 就任年月日     | 退任年月日    | 備考 |
| ----- | -------- | -------------- | ------------- | ---- |
| 初    | 浦野浩   | 1955年4月30日  | 1959年4月29日 |      |
| 2     | 水野薫   | 1959年4月30日  | 1963年4月29日 |      |
| 3-4   | 浦野浩   | 1963年4月30日  | 1971年4月29日 |      |
| 5-6   | 水野薫   | 1971年4月30日  | 1975年10月3日 |      |
| 7-12  | 神﨑礼一 | 1975年11月23日 | 1997年3月4日  |      |
| 13-16 | 釜井健介 | 1997年4月20日  | 2013年4月19日 |      |
| 17-19 | 後藤元秀 | 2013年4月20日  | 2025年4月19日 |      |
| 20    | 西元健   | 2025年4月20日  | 現職          |      |

※歴代市長

## 行政

### 市長
- 西元健（1期目）
- 任期：2029年4月19日

### 市議会
- 定数：13人
- 任期：2028年4月9日

### 公共施設
文化・教育施設
- 豊前市市民会館（豊前市大字八屋2009-3）
- 豊前市立図書館（豊前市大字八屋1852-1）
- 求菩提資料館（豊前市大字鳥井畑247）

福祉施設
- 豊前市総合福祉センター（豊前市大字吉木955）

スポーツ関連施設
- 能徳運動公園
  - 豊前市民体育館（豊前市大字八屋322-27）
  - 市営球場（豊前市大字八屋322-23）

公園
- 天地山公園（豊前市大字大村1140-1）

### 消防
- 京築広域圏消防本部（豊前市大字荒堀525-1）
  - 豊前消防署（豊前市大字荒堀525-1）

### 警察
- 福岡県警察豊前警察署
  - 宇島駅前交番 （豊前市大字八屋2526-15）
  - 角田駐在所 （豊前市大字松江1058-3）
  - 山田駐在所 （豊前市大字四郎丸179-2）
  - 合岩駐在所 （豊前市大字下河内436-6）

### 選挙区
- 衆議院議員総選挙の小選挙区は福岡県第11区。
- 福岡県議会の選挙区は築上郡・豊前市選挙区。

## 地域

### 人口
| |                                        |  |
| 豊前市と全国の年齢別人口分布（2005年） | 豊前市の年齢・男女別人口分布（2005年） |  |
| ■紫色 ― 豊前市 ■緑色 ― 日本全国 | ■青色 ― 男性 ■赤色 ― 女性              |  |
| 豊前市（に相当する地域）の人口の推移 \| 1970年（昭和45年） \| 32,049人 \| \| \| 1975年（昭和50年） \| 31,220人 \| \| \| 1980年（昭和55年） \| 31,701人 \| \| \| 1985年（昭和60年） \| 31,985人 \| \| \| 1990年（平成2年） \| 31,089人 \| \| \| 1995年（平成7年） \| 29,716人 \| \| \| 2000年（平成12年） \| 29,133人 \| \| \| 2005年（平成17年） \| 28,104人 \| \| \| 2010年（平成22年） \| 27,031人 \| \| \| 2015年（平成27年） \| 25,940人 \| \| \| 2020年（令和2年） \| 24,391人 \| \| |                                        |  |
| 総務省統計局 国勢調査より |                                        |  |
| 1970年（昭和45年） | 32,049人                               |  |
| 1975年（昭和50年） | 31,220人                               |  |
| 1980年（昭和55年） | 31,701人                               |  |
| 1985年（昭和60年） | 31,985人                               |  |
| 1990年（平成2年） | 31,089人                               |  |
| 1995年（平成7年） | 29,716人                               |  |
| 2000年（平成12年） | 29,133人                               |  |
| 2005年（平成17年） | 28,104人                               |  |
| 2010年（平成22年） | 27,031人                               |  |
| 2015年（平成27年） | 25,940人                               |  |
| 2020年（令和2年） | 24,391人                               |  |

### 教育

#### 専門学校
- 豊前築上医師会看護専門学校

#### 高等学校
- 福岡県立青豊高等学校

#### 中学校
市立
- 八屋中学校
- 角田中学校
- 千束中学校
- 合岩中学校

#### 小学校
太字の学校は標準服が指定されている。
市立
- 八屋小学校
- 大村小学校
- 宇島小学校
- 角田小学校
- 山田小学校
- 千束小学校
- 黒土小学校
- 三毛門小学校
- 横武小学校
- 合岩小学校

## 産業

### 工業
宇島港周辺に工業地帯が形成されている。近年は中津市にダイハツ車体が進出した事により、自動車関連企業の進出が進んでいる。
- 九州電力豊前発電所
- 豊前東芝エレクトロニクス
- 大分製紙豊前工場
- フレゼニウス・メディカルケア・ジャパン
- 吉野工業所福岡工場

### 漁業
- 宇島漁港
- 八屋漁港
- 松江漁港

### 農業
- 福岡京築農業協同組合

### 特産品
- 水産物 - シャコ、ワタリガニ、カキなど
- 豊築宝（ゆきほ） - 豊前築上地方のブランド米

### 商業
宇島駅前には商店街が形成されている。この商店街は商業地として繁栄していたが、自動車等の普及によって生活圏が拡大したことで人口が流出、1990年代には国道10号沿いにロードサイド型店舗の進出が進み、さらに中津市などに大型ショッピングセンターが進出したことで商店街は衰退し、全国的に社会問題となっている中心部の空洞化が進んでいる。
- マルショク豊前店
- トライアル豊前店
- グッデイ豊前店

## 交通

### 空港
最寄り空港は北九州空港（北九州市・苅田町）。ただし市内と空港を直接結ぶ公共交通機関はなく、朽網駅などで北九州空港エアポートバスに乗り継ぐ必要がある。

### 港湾
- 宇島港

江戸時代後期に小倉藩により築港した。当初の築港目的は、帰属を巡り中津藩との間で係争となっていた山国川河口の小祝地区（現在は中津市内）の漁村の移転のためであったが築港後は廻船業を営む者が増え、宇島の経済発展のきっかけとなった。2020年現在では地方港湾に指定されており、港湾管理者は福岡県である。福岡県京築県土整備事務所が管理業務を行っている。
定期旅客航路は存在しないが、1971年（昭和46年）、宇部・宇島フェリーが宇部港（山口県宇部市）と結ぶフェリー航路の運航を計画していた。計画では1000トンフェリー2隻を用い1日8往復を運航、陸路より所要時間を約3分の1に短縮し、豊前市の農産物を宇部市に輸送する一方、当時年間186万人が豊前市や大分県へ訪問していた山口県の観光客を誘客することも企図した。宇島港側の基地は日鉄金属（後の日鉄建材豊前ニッテックス工場）横の県営岸壁とする計画で、運航会社の「宇部・宇島フェリー」も設立されていた。

### 鉄道

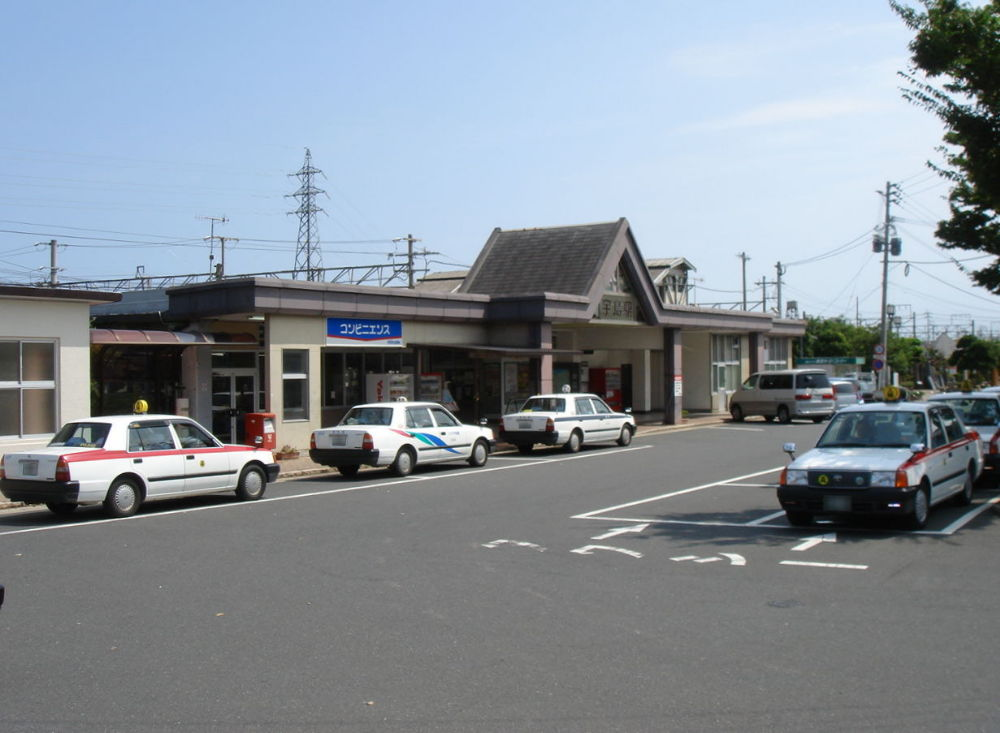
宇島駅

九州旅客鉄道（JR九州）
- 日豊本線
  - 豊前松江駅 - 宇島駅 - 三毛門駅

- 市の代表駅 : 宇島駅

### バス
- 豊前市バス - 市の直営で2002年運行を開始。道路運送法第79条に基づく自家用有償旅客運送で、白ナンバーバスにより運行している。
- 豊前・中津コミュニティバス - 隣接する吉富町・大分県中津市と豊前市役所を結ぶコミュニティバス。2010年4月26日運行を開始、平日のみ4往復。豊前市と大分県中津市が共同で負担し、大交北部バスに委託。
  - 中津・豊前線：豊前市役所 - 八屋 - 三毛門郵便局 - 吉富駅前 - 東本町（中津駅北口）- ゆめタウン前 - 中津合同庁舎入口 - 中津市民病院

かつては市内に西鉄バス（西日本鉄道直営→西鉄バス京築）の路線網があり、国道10号を経由する北九州市 - 中津市間の路線や、豊前市内各地への路線、福岡市と豊前市を結ぶ高速バス路線があったが、現在は市内を通る西鉄バス路線は全て廃止されており、豊前市内と豊前市外を結ぶバス路線も上記の豊前・中津コミュニティバスのみとなっている。

### 道路

#### 高速道路

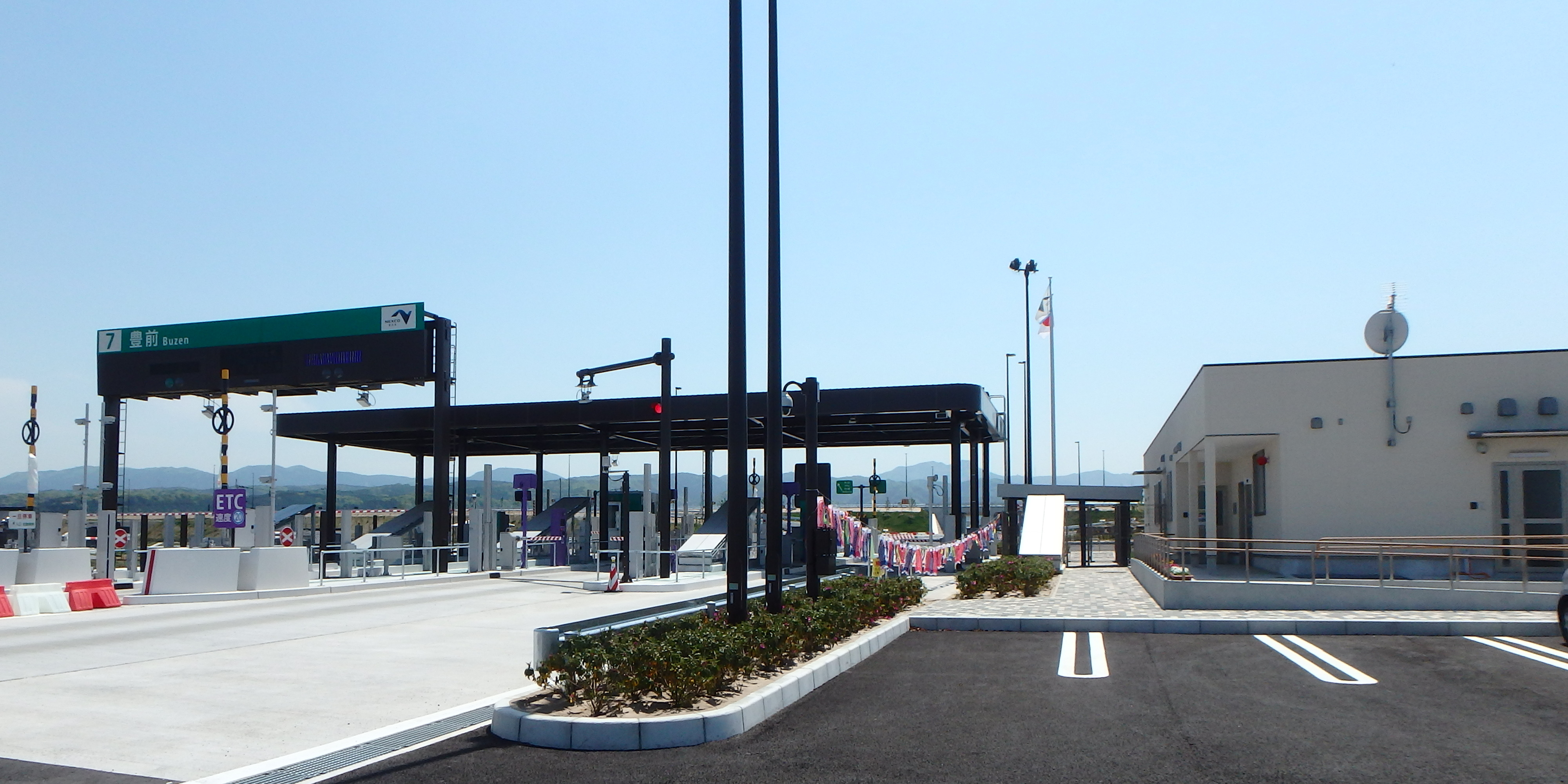
豊前インターチェンジ料金所

高速自動車国道
- E10 東九州自動車道 : (7) 豊前インターチェンジ

高速自動車国道に並行する一般国道自動車専用道路
- 椎田道路（国道10号） : 中村交差点 - 山田交差点

#### 一般国道

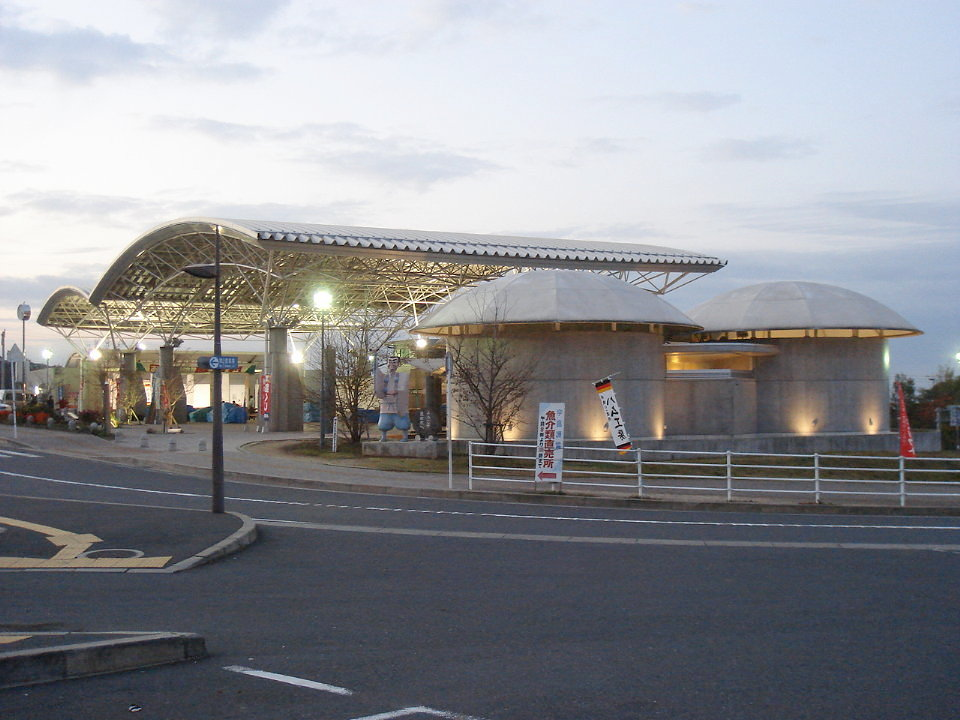
道の駅豊前おこしかけ

- 国道10号（豊前バイパス）
  - 道の駅：道の駅豊前おこしかけ

#### 県道
主要地方道
- 福岡県道・大分県道1号豊前万田線
- 福岡県道・大分県道2号豊前耶馬溪線
- 福岡県道32号犀川豊前線

一般県道
- 福岡県道103号新吉富豊前線
- 大分県道・福岡県道113号中津豊前線
- 福岡県道207号宇島停車場線
- 福岡県道208号松江停車場線
- 福岡県道222号宇島港線
- 福岡県道226号山内吉富線
- 福岡県道227号鬼木三毛門線
- 福岡県道230号中畑八屋線
- 福岡県道232号国見松江線

#### 主要都市までの距離
- 福岡県
  - 福岡市 - 80 km
  - 北九州市 - 43 km
  - 田川市 - 35 km
  - 行橋市 - 20 km
- 大分県
  - 中津市 - 7 km
  - 宇佐市 - 25 km
  - 日田市 - 55 km
  - 別府市 - 60 km
  - 大分市 - 75 km
- 山口県
  - 下関市 - 53 km

## 名所・旧跡・観光スポット・祭事・催事
- 豊前温泉天狗の湯
- 求菩提温泉卜仙の郷

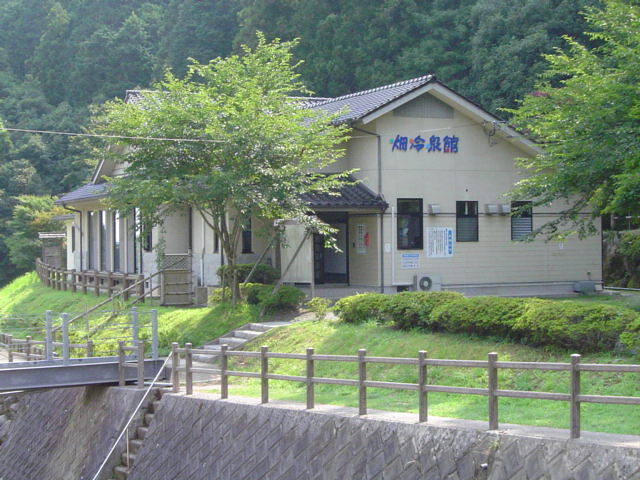
畑冷泉館

大富神社

- 福岡県求菩提資料館 - 国宝・銅板法華経の複製を展示
- 求菩提山（日本の史跡、重要文化的景観[8]）
- 畑冷泉
- 天地山公園 - 日本都市公園100選に選ばれる。
- 道の駅豊前おこしかけ
- 千手観音像 - 泉水寺。乳の観音とも呼ばれる。国の重要文化財。
- 大きな椅子 豊前森の学校 - 木製の巨大な椅子の形をしたオブジェ。椅子の脚のうち1本に釘が打ち込まれており座面上に登ることも可能。

## 豊前市出身の有名人
★は故人
- 矢頭良一（発明家）★
- 大河内傳次郎（大正・昭和期の俳優、丹下左膳で有名な時代劇スター。）※旧岩屋村出身。★
- 島田芳文（作詞家、「丘を越えて」など」）★
- 豊ノ海真二（昭和・平成期の大相撲力士）
- 大江麻理子（テレビ東京アナウンサー）
- 中野泰宏（囲碁棋士、関西棋院所属、九段）
- 加藤大輔（プロ野球東北楽天ゴールデンイーグルス所属の投手）
- 大江俊明 （実業家）★
- 大木熊太郎（実業家、政治家）★
- 相部和男（臨床心理学者）
- 行平次雄（山一證券末期の社長・会長）★
- 木部シゲノ（昭和初期の女性パイロット）★
- 高上智史（柔道選手）
- 永田潤子（大阪市立大学大学院都市経営研究科教授、元海上保安官）
- ひろえ純（テレビアニメ「機動戦士ガンダムZZ」主題歌の歌手）
- 矢野仁（シドニーを中心に活躍する日本人書家）
- 野中哲照（国文学者、國學院大學教授）
- 牧野美咲（バドミントン選手）